# Alianța pentru Integrare Europeană III
Alianța pentru Integrare Europeană III a fost o coaliție de partide parlamentare de orientare proeuropeană din Republica Moldova, creată la 23 iulie 2015, pentru a forma o majoritate parlamentară și guvern. Acordul de constituire și funcționare a alianței a devenit public pe 24 iulie, prin intermediul presei. Ea a fost dizolvată în 20 ianuarie 2016, atunci când după o criză politică PDM și PL au format singuri guvernul.

## Partide componente
- Partidul Liberal Democrat din Moldova (20 deputați)
- Partidul Democrat din Moldova (19 deputați)
- Partidul Liberal (13 deputați)

## Context
După ce premierul Chiril Gaburici a fost prins că și-a falsificat diploma de studii, acesta a demisionat și a lăsat țara într-un impas politic. Fostul guvern minoritar a dat greș, astfel încât singura soluție pentru a menține Republica Moldova pe traiectoria europeană a fost formarea unui guvern împreună cu Partidul Liberal. De la acel moment au urmat negocieri între partidele politice, culminând cu formarea alianței în data de 23 iulie 2015.

## Partajarea funcțiilor

### Parlamentul Republicii Moldova
1. Președintele Parlamentului – PDM
2. Vicepreședintele Parlamentului – PLDM
3. Vicepreședintele Parlamentului -  PL
4. Președintele Comisiei Juridice, numiri și imunități – PDM
5. Președintele Comisiei pentru Politică Externă – PDM
6. Președintele Comisiei Economie, Buget, Finanțe – PLDM
7. Președintele Comisiei Securitate Națională - PL
8. Președintele Comisiei Cultură, Educație, Tineret, Sport și Mass Media – PLDM

### Guvernul Republicii Moldova
Conducerea Guvernului
1. Prim-ministru –  PLDM
2. Viceprim-ministru (blocul economic) – PDM
3. Viceprim-ministru (integrare europeană) -  PLDM
4. Viceprim-ministru (reintegrare) – PDM
5. Viceprim-ministru (responsabil de blocul social) – PL

Ministere
| #  | Minister                                                                | Partid |
| -- | ----------------------------------------------------------------------- | ------ |
| 1  | Prim-ministru                                                           | PLDM   |
| 2  | Viceprim-ministru, Ministerul Economiei                                 | PDM    |
| 3  | Viceprim-ministru, Ministerul Afacerilor Externe și Integrării Europene | PLDM   |
| 4  | Viceprim-ministru pentru Reintegrare                                    | PDM    |
| 5  | Viceprim-ministru pe probleme sociale                                   | PL     |
| 6  | Ministerul Finanțelor                                                   | PLDM   |
| 7  | Ministerul Justiției                                                    | PDM    |
| 8  | Ministerul Afacerilor Interne                                           | PLDM   |
| 9  | Ministerul Apărării                                                     | PL     |
| 10 | Ministerul Dezvoltării Regionale și Construcțiilor                      | PDM    |
| 11 | Ministerul Agriculturii și Industriei Alimentare                        | PLDM   |
| 12 | Ministerul Transporturilor și Infrastructurii Drumurilor                | PL     |
| 13 | Ministerul Mediului                                                     | PL     |
| 14 | Ministerul Educației                                                    | PL     |
| 15 | Ministerul Culturii                                                     | PDM    |
| 16 | Ministerul Muncii, Protecției Sociale și Familiei                       | PLDM   |
| 17 | Ministerul Sănătății                                                    | PDM    |
| 18 | Ministerul Tehnologiei Informației și Comunicațiilor                    | PDM    |
| 19 | Ministerul Tineretului și Sportului                                     | PLDM   |

Autorități Administrative Centrale
| 1  | Biroul Național de Statistică                  | PLDM |
| 2  | Agenția relații funciare și cadastru           | PLDM |
| 3  | Biroul relații interetnice                     | PLDM |
| 4  | Agenția Moldsilva                              | PL   |
| 5  | Agenția Rezerve Materiale                      | PL   |
| 6  | Agenția Turismului                             | PDM  |
| 7  | Agenția Națională pentru Siguranța Alimentelor | PLDM |
| 8  | Autoritatea Aeronautică Civilă                 | PDM  |
| 9  | ANRCETI                                        | PDM  |
| 10 | Serviciul de Stat de Arhivă                    | PL   |
| 11 | Agenția Națională Antidoping                   | PDM  |
| 12 | AGEPI                                          | PL   |

Surse: 

Parlamentare 2014

## Vezi și
- Alianța pentru Integrare Europeană (2009-2013)
- Coaliția Pro-Europeană (2013-14)
- Alianța Politică pentru Moldova Europeană (2015)